# Wskaźnik D/S
Wskaźnik D/S (wskaźnik stopy dywidendy, dywidenda / cena akcji; ang. dividend per share) – oblicza się poprzez podzielenie wartości dywidendy wypłaconej lub zadeklarowanej za ostatni rok przez aktualną wartość rynkową akcji.
Zdaniem analityków i praktyków rynkowych wskaźnik stopy dywidendy jest najlepszy spośród wielu stosowanych mnożników, ponieważ wysokość wypłacanej dywidendy świadczy o kondycji finansowej przedsiębiorstwa.
Wskaźnik ten jest powiązany ze stopą dywidendy przypadającą na jedną akcję. Stopa dywidendy (ang. dividend yield) to relacja wartości dywidendy przypadającej na jedną akcję i ceny rynkowej akcji.